# 埃倫特冰川
82°21′S 160°58′E / 82.350°S 160.967°E
埃倫特冰川（英語：Errant Glacier）是南極洲的冰川，位於沙克爾頓海岸，處於霍利約克山脈東面，最終注入尼姆羅德冰川，全長28公里，由新西蘭的探險隊命名。